# ホモ・エレクトス
ホモ・エレクトス（Homo erectus）またはホモ・エレクトゥスは、更新世に生きていたヒト科の一種である。かつてはピテカントロプス・エレクトスと呼ばれていたが、現在はホモ属（ヒト属）に含められている。
形態的特徴として、ホモ・ハビリス種に比べ額の傾斜がゆるく、大きな頭蓋の容量を持つ。脳容量は950ミリリットルから1100ミリリットルで、現生人類の75%程度。また、歯はより小さく、現代人に近い。行動面では、それ以前の人類が使っていたオルドワン石器よりも精巧なアシューリアン石器を作り、使用していた。
ホモ属に含められる前はピテカントロプス・エレクトス（Pithecanthropus erectus）と呼ばれていた。この学名はジャワ原人発見の際に作られた。ピテカントロプスはギリシャ語のピテコス（pitekos 猿）、アントロポス（anthropos 人類）の合成語であり、猿人を意味した。現在はピテカントロプス属は廃止され、ジャワ原人の現在の学名はホモ・エレクトス・エレクトス（Homo erectus erectus）であり、ホモ・エレクトスの亜種である。

## 種分類の異論
近年では、かつてホモ・エレクトスに含められていた以下の化石を別種とすることが多いが、亜種とすることもある。
ホモ・エルガステル（ホモ・エルガスター H. ergaster）
トゥルカナ・ボーイを始めとするアフリカの化石
ホモ・ハイデルベルゲンシス (H. heiderbergensis)
ハイデルベルク人。より発達した特徴を持っている。
ホモ・アンテセッサー (ホモ・アンテセッソール H. antecessor)
ハイデルベルク人に近いが時代が古い。

## 研究史
- 1890年代にウジェーヌ・デュボワがジャワ島でジャワ原人を発掘し、ピテカントロプス・エレクトスと名付けた[2]。
- 1948年 ロビンソン・タルボットが南アフリカのスワートクランズ (Swartkrans) でホモ・エレクトスの化石を発見し、ロバート・ブルームと共に発表[3][4]。
- 2014年 Josephine Joordensらがインドネシアのトリニール遺跡（Trinil）で約50万年前の貝殻の化石に史上最古の「掘り刻んだ跡」を発見[5]。